# Trincomalee (Distrikt)
Koordinaten: 8° 35′ N, 81° 14′ O
Trincomalee (singhalesisch තිරිකුණාමළය දිස්ත්‍රික්කය Trikuṇāmalaya distrikkaya; Tamil திருகோணமலை மாவட்டம் Tirukŏṇamalai Māvaṭṭam) ist ein Distrikt in der Ostprovinz in Sri Lanka. Der Hauptort ist Trincomalee.

## Geografie
Der Distrikt Trincomalee liegt an der Ostküste Sri Lanka am Golf von Bengalen und gehört zur Ostprovinz. Nachbardistrikte sind Batticaloa und Polonnaruwa im Süden, Anuradhapura im Westen, Mullaitivu im Norden und der Indische Ozean im Osten.  
Der Distrikt Trincomalee hat eine Fläche von 2727 Quadratkilometern (davon 2529 Quadratkilometer Land und 198 Quadratkilometer Binnengewässer). Damit ist er der flächenmäßig elftgrößte Distrikt Sri Lankas.

## Bevölkerung
Nach der Volkszählung 2012 hat der Distrikt Trincomalee 379.541 Einwohner. Mit 150 Einwohnern pro Quadratkilometer liegt die Bevölkerungsdichte deutlich unter dem Durchschnitt Sri Lankas (325 Einwohner pro Quadratkilometer). Von den Bewohnern waren 187.472 (49,39 %) männlichen und 192.069 (50,61 %) weiblichen Geschlechts. Die Bevölkerung ist ausgesprochen jung. Dies verdeutlicht ein Blick auf die Altersverteilung.
| Alter  | 0–9 Jahre | 10–19 Jahre | 20–29 Jahre | 30–39 Jahre | 40–49 Jahre | 50–59 Jahre | 60–79 Jahre | 80 Jahre und mehr |
| Anzahl | 80.659    | 76.955      | 60.597      | 55.693      | 43.153      | 33.421      | 26.774      | 2.289             |
| Anteil | 21,25 %   | 20,28 %     | 15,97 %     | 14,67 %     | 11,37 %     | 8,81 %      | 7,05 %      | 0,60 %            |

### Historische Bevölkerungsentwicklung
Bis zum Ende der britischen Kolonialzeit bildeten hinduistische Tamilen die Bevölkerungsmehrheit im heutigen Distrikt. Eine bedeutende Minderheit stellten die ebenfalls tamilischsprachigen Moors. Kleinere Minderheiten waren die Singhalesen und Burgher.

### Bevölkerung des Distrikts nach Volksgruppen
Historische Bevölkerungsentwicklung des Distrikts Trincomalee nach Volksgruppen 1827 bis 1971
| Jahr1   | Muslime2 | Muslime2 | Tamilen3 | Tamilen3 | Singhalesen | Singhalesen | Andere | Andere | Total   | Total    |
| Jahr1   | No.      | %        | No.      | %        | No.         | %           | No.    | %      | No.     | %        |
| ------- | -------- | -------- | -------- | -------- | ----------- | ----------- | ------ | ------ | ------- | -------- |
| 1827    | 3.245    | 16,94 %  | 15.663   | 81,76 %  | 250         | 1,30 %      | 0      | 0,00 % | 19.158  | 100,00 % |
| 1881    | 5.746    | 25,89 %  | 14.304   | 64,44 %  | 935         | 4,21 %      | 1.212  | 5,46 % | 22.197  | 100,00 % |
| 1891    | 6.426    | 24,96 %  | 17.117   | 66,49 %  | 1.105       | 4,29 %      | 1.097  | 4,26 % | 25.745  | 100,00 % |
| 1901    | 8.258    | 29,04 %  | 17.060   | 59,98 %  | 1.203       | 4,23 %      | 1.920  | 6,75 % | 28.441  | 100,00 % |
| 1911    | 9.700    | 32,60 %  | 17.233   | 57,92 %  | 1.138       | 3,82 %      | 1.684  | 5,66 % | 29.755  | 100,00 % |
| 1921    | 12.846   | 37,66 %  | 18.580   | 54,47 %  | 1.501       | 4,40 %      | 1.185  | 3,47 % | 34.112  | 100,00 % |
| 1946    | 23.219   | 30,58 %  | 33.795   | 44,51 %  | 11.606      | 15,29 %     | 7.306  | 9,62 % | 75.926  | 100,00 % |
| 1953    | 28.616   | 34,10 %  | 37.517   | 44,71 %  | 15.296      | 18,23 %     | 2.488  | 2,96 % | 83.917  | 100,00 % |
| 1963    | 40.775   | 29,43 %  | 54.452   | 39,30 %  | 39.925      | 28,82 %     | 3.401  | 2,45 % | 138.553 | 100,00 % |
| 1971    | 59.924   | 31,83 %  | 71.749   | 38,11 %  | 54.744      | 29,08 %     | 1.828  | 0,97 % | 188.245 | 100,00 % |
| Quelle: |          |          |          |          |             |             |        |        |         |          |

1außer 1827 alles Volkszählungsergebnisse 
2 Moors und Malaien zusammen 
3 Sri-Lanka-Tamilen und indische Tamilen zusammen

### Bevölkerung des Distrikts nach Volksgruppen 1981, 2007 und 2012
Die beiden tamilischsprachigen Volksgruppen der sri-lankischen Tamilen und der Moors stellen zusammen die klare Mehrheit der Gesamtbevölkerung (72,57 %). Die Zahl der Singhalesen hat sich seit der Unabhängigkeit stark erhöht.
Moors
Die Moors oder tamilischsprachigen Muslime sind die größte Bevölkerungsgruppe. Sie bilden die Bevölkerungsmehrheiten in den Divisions Kinniya (95,75 %), Kuchchaveli (64,10 %), Muttur (61,92 %) und Thambalagamuwa (56,79 %). Bedeutende Minderheiten stellen sie in den Divisions Seruvila (17,83 %), Kanthale (Kantalai;16,25 %), Morawewa (15,78 %) und  Trincomalee Town and Gravets (13,38 %). In drei der elf Divisions dagegen leben nur vereinzelte Angehörige ihrer Volksgruppe. Ihr Anteil bewegt sich zwischen 0,01 % in Padavi Sri Pura und 95,75 % in Kinniya.
Sri-lankische Tamilen
Die sri-lankischen Tamilen stellen die zweitstärkste Bevölkerungsgruppe. In den beiden Verwaltungsgebieten (Divisions) Verugal (Echchilampattu;98,88 %) und Trincomalee Town and Gravets (62,86 %) sind sie die Mehrheitsbevölkerung. Jeweils bedeutende Minderheiten sind sie in Muttur (36,99 %) und Kuchchaveli (31,62 %). Nennenswerte, aber kleinere Minderheiten stellen sie in den Divisions Morawewa, Seruvila und Thambalagamuwa. In vier von elf Gebieten leben dagegen nur vereinzelte Angehörige ihrer Volksgruppe. Ihr Anteil bewegt sich zwischen 0,17 % in Padavi Sri Pura und 98,88 % in Verugal (Echchilampattu).     
Singhalesen
Nur eine kleine Minderheit der Einwohner des Distrikts Trincomalee waren früher Singhalesen. Heute sind sie drittstärkste Volksgruppe. Die Bevölkerungsmehrheit stellen sie in den Verwaltungsgebieten (Divisions) Padavi Sri Pura (99,81 %), Gomarankadawala (99,53 %), Kanthale (Kantalai;80,19 %), Morawewa (72,31 %) und Seruvila (65,03 %). Bedeutende Minderheiten sind sie in Thambalagamuwa (23,87 %) und Trincomalee Town and Gravets (21,75 %). In den restlichen vier Divisions gibt es nur wenige Angehörige ihrer Volksgruppe. 
Ihr Anteil bewegt sich zwischen 0,38 % in Kinniya und 99,81 % in Padavi Sri Pura.
Burgher
In beinahe allen Divisions gibt es nur wenige Angehörige dieser Volksgruppe. Ihr Anteil schwankt zwischen 0 % in zwei Divisions und 0,08 % in Thambalagamuwa. Eine Ausnahme bildet die Trincomalee Town and Gravets, wo sie 863 der 97.487 Bewohner stellen und einen Anteil von 0,89 % an der Gesamtbevölkerung erreichen. 
Indische Tamilen
Die indischstämmigen Tamilen sind eine kleine Minderheit. Sie stellen nur in der Division Trincomalee Town and Gravets mit 731 Personen (0,75 %) einen nennenswerten Bevölkerungsanteil.
| Jahr                                              | Singhalesen1 | Singhalesen1 | Sri-Lanka-Tamilen2 | Sri-Lanka-Tamilen2 | Tamilen2 | Tamilen2 | Moors3  | Moors3  | Burgher | Burgher | Malaien | Malaien | Andere | Andere | Total   | Total    |
| Jahr                                              | No.          | %            | No.                | %                  | No.      | %        | No.     | %       | No.     | %       | No.     | %       | No.    | %      | No.     | %        |
| ------------------------------------------------- | ------------ | ------------ | ------------------ | ------------------ | -------- | -------- | ------- | ------- | ------- | ------- | ------- | ------- | ------ | ------ | ------- | -------- |
| 1981                                              | 85.503       | 33,41 %      | 87.760             | 34,29 %            | 5.372    | 2,10 %   | 75.039  | 29,32 % | 1.169   | 0,46 %  | 831     | 0,32 %  | 274    | 0,11 % | 255.948 | 100,00 % |
| 2007                                              | 84.766       | 25,35 %      | 95.652             | 28,61 %            | 490      | 0,15 %   | 151.692 | 45,37 % | 967     | 0,29 %  | 327     | 0,10 %  | 469    | 0,14 % | 334.363 | 100,00 % |
| 2012                                              | 101.483      | 26,74 %      | 116,646            | 30,73 %            | 1.227    | 0,32 %   | 158.771 | 41,83 % | 966     | 0,25 %  | 356     | 0,09 %  | 92     | 0,02 % | 379.541 | 100,00 % |
| Quelle: Volkszählungen in Sri Lanka 1981 und 2012 |              |              |                    |                    |          |          |         |         |         |         |         |         |        |        |         |          |

1 Tiefland- und Kandy-Singhalesen zusammen2 Sri-Lanka-Tamilen und indische Tamilen separat 3 nur sri-lankische Moors
Da Teile des Distrikts 2001 unter Kontrolle der LTTE waren, fand damals keine distriktweite Zählung statt. Diese wurde 2007 nachgeholt.

### Bevölkerung des Distrikts nach Bekenntnissen
Die Verteilung der Glaubensbekenntnisse ist ein Spiegelbild der ethnischen Verhältnisse. Der Islam, dem die Moors und Malaien angehören, ist die Mehrheitsreligion. Zweitstärkste Religionsgruppe ist der Hinduismus, dem die Mehrheit der sri-lankischen und indischen Tamilen angehört. Fast alle singhalesischen Einwohner Trincomalees hängen dem Buddhismus an. Einzige Ausnahme ist das Christentum, dem neben den Burghern eine Minderheit der Tamilen angehört. Doch nur in der Division Trincomalee Town and Gravets gibt es mit 16,36 % eine nennenswerte Minderheit.
| Jahr                                                                               | Buddhisten | Buddhisten | Hindus | Hindus  | Muslime | Muslime | Katholiken | Katholiken | andere Christen | andere Christen | Andere | Andere | Total   | Total    |
| Jahr                                                                               | No.        | %          | No.    | %       | No.     | %       | No.        | %          | No.             | %               | No.    | %      | No.     | %        |
| ---------------------------------------------------------------------------------- | ---------- | ---------- | ------ | ------- | ------- | ------- | ---------- | ---------- | --------------- | --------------- | ------ | ------ | ------- | -------- |
| 1981                                                                               | 82.602     | 32,27 %    | 80.843 | 31,59 % | 76.404  | 29,85 % | 14.303     | 5,59 %     | 1.280           | 0,50 %          | 516    | 0,20 % | 255.948 | 100,00 % |
| 2012                                                                               | 99.344     | 26,17 %    | 98.442 | 25,94 % | 159.418 | 42,00 % | 14.493     | 3,82 %     | 7.774           | 2,05 %          | 70     | 0,02 % | 379.541 | 100,00 % |
| Quelle: Volkszählungen in Sri Lanka 1981 und 2012; keine Angaben für 2001 und 2007 |            |            |        |         |         |         |            |            |                 |                 |        |        |         |          |

### Bedeutende Orte
Einzige große Orte sind Trincomalee (2012:48.351 Bewohner) und Kinniya (2012:36.772 Einwohner).

## Lokalverwaltung
Der Vorsteher des Distrikts trägt den Titel District Secretary. Der Distrikt ist weiter in elf Divisionen (unter einem Division Secretary) unterteilt. Die Städte und größeren Orte haben eine eigene Verwaltung (Gemeindeparlament oder Gemeinderat). Es gibt 230 Dorfverwaltungen (Grama Niladharis) für die 542 Dörfer im gesamten Distrikt.
| Name                        | Hauptort        | Einwohner 2012 | Fläche in km² | Dichte | GN  | Dörfer |
| --------------------------- | --------------- | -------------- | ------------- | ------ | --- | ------ |
| Eachchalampaththu (Verugal) | Verugal         | 11.409         | 98.0          | 116    | 9   | 21     |
| Gomarankadawala             | Gomarankadawala | 7.382          | 285.0         | 26     | 10  | 41     |
| Kanthalai                   | Kanthalai       | 46.802         | 397.3         | 118    | 23  | 38     |
| Kinniya                     | Kinniya         | 64.613         | 146.9         | 440    | 31  | 68     |
| Kuchchaveli                 | Kuchchaveli     | 33.218         | 313.3         | 106    | 24  | 64     |
| Morawewa                    | Morawewa        | 7.968          | 322.4         | 25     | 10  | 34     |
| Mutthur                     | Mutthur         | 56.621         | 179.4         | 316    | 42  | 90     |
| Padavi Padavi Sri Pura      | Siripura        | 11.882         | 217.1         | 55     | 10  | 22     |
| Seruwila                    | Seruwila        | 13.632         | 377.0         | 36     | 17  | 32     |
| Thambalagamuwa              | Thambalagamuwa  | 28.527         | 244.4         | 117    | 12  | 49     |
| Trincomalee Town & Gravets  | Trincomalee     | 97.487         | 148.0         | 659    | 42  | 83     |
| Distrikt Trincomalee        | Trincomalee     | 379.541        | 2.529         | 150    | 230 | 542    |

## Geschichte
Wegen seiner Lage an der Ostküste traf 2004 der von einem Erdbeben ausgelöste Tsunami die Küste mit voller Wucht. Damals starben nach amtlichen Angaben im Distrikt Batticaloa 967 Menschen. Weitere 126.679 wurden obdachlos und zogen sich teilweise Verletzungen zu.